# Karma Police
"Karma Police" és el segon senzill de l'àlbum OK Computer, tercer treball d'estudi de la banda anglesa Radiohead. El títol de la cançó i les lletres deriven d'una broma entre els membres de la banda, en referència a la teoria hindú de l'aplicació retributiva, conegut com el karma.

## Informació
Els membres de Radiohead solien dir-se un a l'altre que cridarien "the karma police" (en català "la policia del karma") quan algun d'ells s'equivocava. Aquesta broma es va incorporar a les lletres i llavors també al títol de la cançó. Yorke va explicar que les lletres tractaven sobre l'estrès i de com algunes persones et miren d'una forma maliciosa, en certa manera, està dedicada als treballadors de grans empreses contra el seu cap i diferents supervisors intermedis. Tanmateix, van aclarir que la cançó té una inclinació humorística i que no és del tot seriosa.
El videoclip de la cançó fou dirigit per Jonathan Glazer, que prèviament ja havia dirigit el videoclip de "Street Spirit (Fade Out)", i estrenat a l'agost de 1997. Només hi apareixen el cantant Thom Yorke i l'actor hongarès Lajos Kovács. Glazer fou guardonat amb el premi MTV a la millor direcció de videoclip l'any 1997 per aquest i el videoclip de la cançó "Virtual Insanity" de Jamiroquai.

## Llista de cançons
CD1 (CDODATAS03)
1. "Karma Police" − 4:23
2. "Meeting in the Aisle" − 3:08
3. "Lull" − 2:28

CD2 (CDNODATA03)
1. "Karma Police" − 4:23
2. "Climbing Up the Walls" (Zero 7 Mix) − 5:19
3. "Climbing Up the Walls" (Fila Brazillia Mix) − 6:24